# Брагуји
Брагуји, Брахуји или Брохи (урду: بروہی) су етничка група од око 2,5 милиона људи од којих већина живи у подручју Калат у Пакистану, али који се такође у мањем броју могу наћи у суседном Авганистану и Ирану. Блиски су Белуџима с којима су се мешали и чију културу су већим делом преузели. У лингвистичком смислу говоре Брагуји језиком, који је северни дравидски језик, али који је захваљујући изолацији од других дравидских језика преузео већи број белуџких речи, па чак и бројеве. Не постоји посебно брагуји писмо; као и Белуџи, они користе персијско-арапско писмо. Брагуји се говори у следећим областима: области Мерв у Туркменистану, провинцијама Синд, Захедан и Забол у иранском Белуџистану, јужним деловима Авганистана, пакистанском Белуџистану и, већински, у регији Јалаван.

## Порекло, географија и демографија
Постоје две главне теорије о Брагуијима међу научницима. По једној они представљају остатке древног еламо-дравидског народа који је потекао од цивилизације из долине Инда. По другој теорији они представљају досељенике са севера Индије, који су тамо стигли пре најезде Аријеваца, или касније, али пре доласка Белуџа. Кроз виекове, захваљујући свом положају, Брагуји су се мешали с иранским народима исто као и са Синдима и другим групама, те у културном и другом смислу више подсећају на своје суседе него на дравидске народе у Индији. Уз то, они су готово у потпуности муслимани, најчешће сунити. Иако су им доминирали различити нападачи кроз историју, укључујући Белуџе, канови Калата, пореклом Брагуји, постали су самостални владари те деценијама доминирали Белуџистаном, одбијајући Персијанце све до доласка Британаца у 19. веку. Брагуји језик се углавном говори у областима Калата у пакистанском Белуџистану, иако постоји велики број људи који говоре тим језиком у јужном Авганистану и иранском Белуџистану. То укључује три дијалекта - Саравани (на северу), Јалавани (на југоистоку) и Цаги (на северозападу и западу). Према истраживањима тим језиком говори 2.000,000 људи у Пакистану (1998), 200.000 у Авганистану и 10.000 у Ирану, односно 2.210,000 у свету. Због своје изолације, Брагуји речник је само 15% дравидски, док остатком доминирају персијско-арапске, балучке и индоаријевске посуђенице, мада је граматика и општа морфологија још увек дравидска. Брахуи се углавном пише персијско-арапским писмом те је чак развијено и латинично писмо за Брагуије. У Пакистану се брагуји учи на факултетима.